# (29042) 1426 T-2
(29042) 1426 T-2 est un objet de la ceinture principale d'astéroïdes extérieure découvert en 1973.

## Description
(29042) 1426 T-2 a été découvert le 29 septembre 1973 à l'observatoire Palomar, situé au nord de San Diego en Californie, par Cornelis Johannes van Houten, Ingrid van Houten-Groeneveld et Tom Gehrels.

### Caractéristiques orbitales
L'orbite de cet astéroïde est caractérisée par un demi-grand axe de 3,21 ua, un périhélie de 2,80 ua, une excentricité de 0,13 et une inclinaison de 10,83° par rapport à l'écliptique. Du fait de ces caractéristiques, à savoir un demi-grand axe entre 3,2 et 4,6 ua, il est classé, selon la JPL Small-Body Database, comme objet de la ceinture principale d'astéroïdes extérieure.

### Caractéristiques physiques
(29042) 1973 T-2 a une magnitude absolue (H) de 14,2 et un albédo estimé à 0,115.